# 06-02 Crescere
06-02 Crescere è il primo album in studio del rapper Cranio Randagio, di 13 tracce, pubblicato il 13 maggio 2015 per Honiro Label.
L'album ha ottenuto un ottimo successo in Italia, raccogliendo più di 4 milioni di ascolti su Spotify.

## Tracce
Testi di Vittorio Andrei, musiche di Lorenzo Gabrielli, eccetto dove indicato.
1. Mamma Roma, addio – 3:55
2. Shitty Thoughts 2 – 4:04
3. Capodogli (feat. William Pascal) – 2:46 (testo: Guglielmo Pascali, Vittorio Andrei)
4. Walkman – 3:06 (musica: Andrea Dub)
5. A Selfish Selfie – 3:32 (musica: Chabani)
6. Fighter (feat. Dubeat) – 3:56 (testo: Lorenzo Gabrielli, Vittorio Andrei)
7. 0602 (feat. Chabani) – 2:38 (testo: Emanuele Maracchioni, Vittorio Andrei)
8. Stay Stray – 2:27 (musica: Ill Coinquilino)
9. Tonight – 3:28
10. Morituri te salutant (feat. Neemia) – 4:53 (musica: George La Rouge)
11. Un banalissimo ti amo – 4:24
12. Crescere – 4:49
13. Bb Gangbang – 3:44

## Formazione
Musicisti
- Cranio Randagio - voce
- William Pascal - voce aggiuntiva (traccia 3)
- Dubeat - voce aggiuntiva (traccia 6)
- Chabani - voce aggiuntiva (traccia 7)
- Neemia - voce aggiuntiva (traccia 10)

Produzione
- Chabani - produzione (traccia 5), registrazione, missaggio, mastering
- Dubeat - produzione
- Andrea Dub - produzione (traccia 4)
- Ill Coinquilino - produzione (traccia 8)
- George La Rouge - produzione (traccia 10)

## Videografia

### Video musicali
| Anno | Titolo           | Regista/i         |
| ---- | ---------------- | ----------------- |
| 2015 | Stay Stray       | Kenshi Film Maker |
| 2015 | A Selfish Selfie | Murad Suleymanov  |